# Grafite
Edinaldo Batista Libânio (Jundiaí, estado de São Paulo, 2 de abril de 1979), más conocido como Grafite, es un exfutbolista brasileño que jugaba de delantero. Su último equipo fue Santa Cruz Futebol Clube. Ha sido internacional con la Selección de Brasil, marcando un gol.

## Trayectoria
El primer club de Grafite es el SE Matonense, con el que en cuatro partidos, anota siete goles, antes de pasar al Ferroviária. Ha pasado por varios clubes brasileños e incluso tuvo una aventura en el fútbol asiático, jugando en el Anyang LG Cheetahs, de Corea del Sur (actualmente Football Club Seoul). En tan corto tiempo anotó 41 goles tras jugar 72 partidos.
Tras haber sido campeón de América y del Mundo con el São Paulo, en 2006 fue traspasado al Le Mans francés, y posteriormente al Wolfsburgo, con el que ha sido campeón de Alemania, goleador de la Bundesliga y elegido en 2009 el Jugador del Año en el campeonato germano. 
El 2 de marzo de 2010, fue convocado a un amistoso por la lesión de última hora de Luís Fabiano. Brasil ganó el partido 2-0 contra Irlanda del Norte.

## Clubes
| Club                | País            | Año         |
| ------------------- | --------------- | ----------- |
| Ferroviária         | Brasil          | 2001        |
| Santa Cruz          | Brasil          | 2001        |
| Grêmio              | Brasil          | 2002        |
| Anyang LG Cheetahs  | Corea del Sur   | 2003        |
| Goiás               | Brasil          | 2003        |
| São Paulo           | Brasil          | 2004 - 2005 |
| Le Mans             | Francia         | 2006 - 2007 |
| Wolfsburgo          | Alemania        | 2007 - 2011 |
| Al-Ahli Dubai       | Emiratos Árabes | 2011 - 2015 |
| Al-Sadd             | Catar           | 2015 - 2016 |
| Santa Cruz          | Brasil          | 2016        |
| Atlético Paranaense | Brasil          | 2017        |
| Santa Cruz          | Brasil          | 2017 - 2018 |

## Palmarés

### Campeonatos nacionales
| Título     | Club       | País     | Año  |
| ---------- | ---------- | -------- | ---- |
| Bundesliga | Wolfsburgo | Alemania | 2009 |

### Campeonatos internacionales
| Título                 | Equipo    | Sede   | Año  |
| ---------------------- | --------- | ------ | ---- |
| Copa Libertadores      | São Paulo | Brasil | 2005 |
| Copa Mundial de Clubes | São Paulo | Japón  | 2005 |

### Distinciones individuales
| Distinción                                  | Año     |
| ------------------------------------------- | ------- |
| Máximo goleador de la Bundesliga (28 goles) | 2008/09 |
| Futbolista del año en Alemania              | 2009    |